# Kaitawa zegeli
Genre
Espèce
Synonymes
- Chiracanthium insulare Marples, 1956 nec Vinson, 1863

Kaitawa zegeli, unique représentant du genre Kaitawa, est une espèce d'araignées aranéomorphes de la famille des Gnaphosidae.

## Distribution
Cette espèce est endémique des îles des Trois Rois en Nouvelle-Zélande,.

## Description

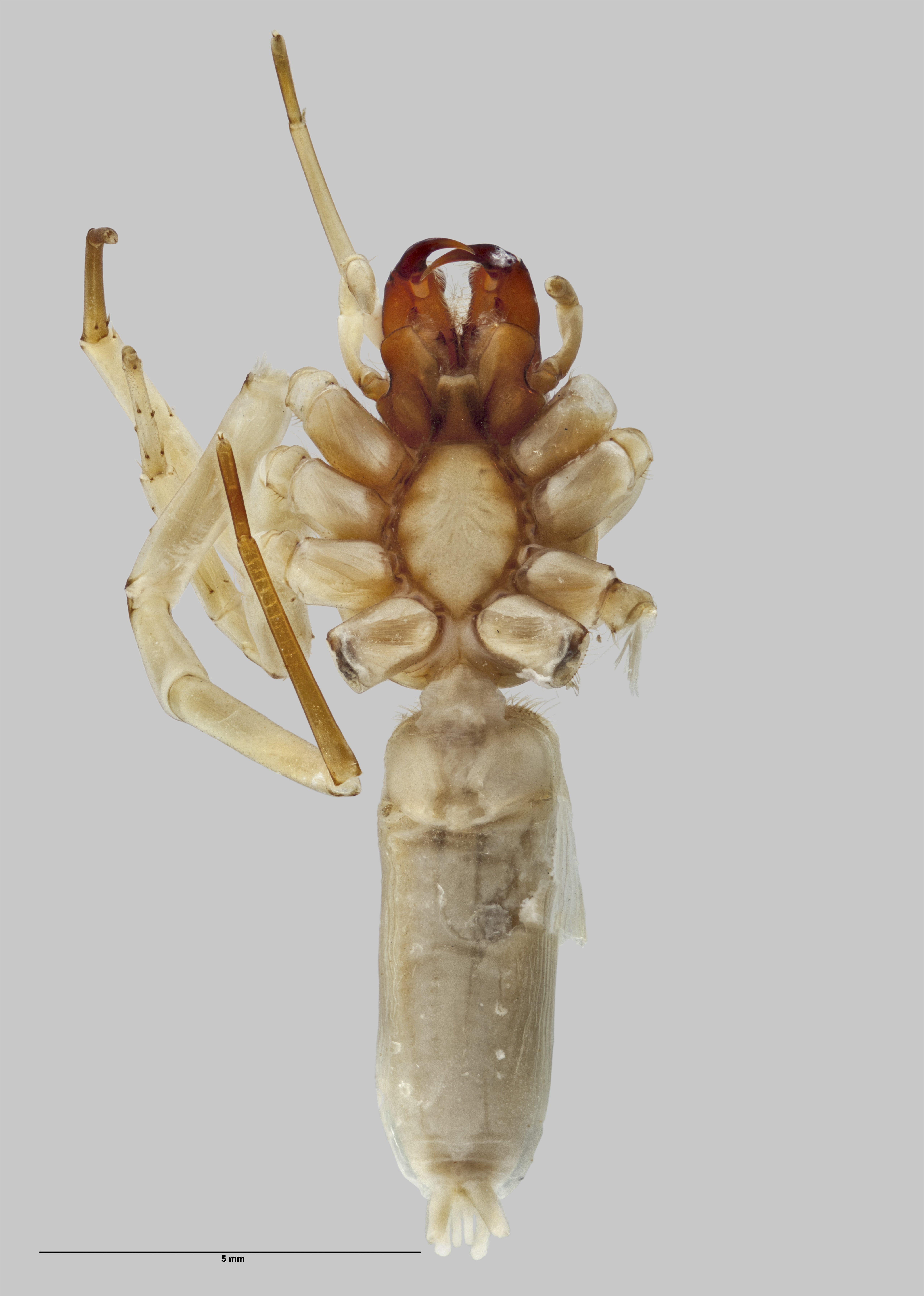
Kaitawa zegeli

Le mâle holotype mesure 10,57 mm.

## Systématique et taxinomie
Cette espèce a été décrite sous le protonyme Chiracanthium insulare par Marples en 1956. Elle est placée dans le genre Kaitawa par Forster en 1979. Le nom Chiracanthium insulare Marples, 1956 étant préoccupé par Cheiracanthium insulare (Vinson, 1863), il est remplacé par Kaitawa zegeli par Sherwood en 2025.

## Étymologie
Cette espèce est nommée en l'honneur de John Zegel (1954–2021).

## Publications originales
- Sherwood, 2025 : « Studies on spider nomenclature - III: replacement names for three primary homonyms (Araneae: Araneomorphae). » Arachnology, vol. 20, no 1, p. 37-38.
- Marples, 1956 : « Spiders from the Three Kings Islands. » Records of the Auckland Institute and Museum, vol. 4, p. 329-342.
- Forster, 1979 : « The spiders of New Zealand. Part V. Cycloctenidae, Gnaphosidae, Clubionidae. » Otago Museum Bulletin, vol. 5, p. 1-95.